# Eremomastax speciosa
Eremomastax speciosa är en akantusväxtart som först beskrevs av Ferdinand von Hochstetter, och fick sitt nu gällande namn av Georg Cufodontis. Eremomastax speciosa ingår i släktet Eremomastax och familjen akantusväxter. Inga underarter finns listade i Catalogue of Life.